# 太陽放射

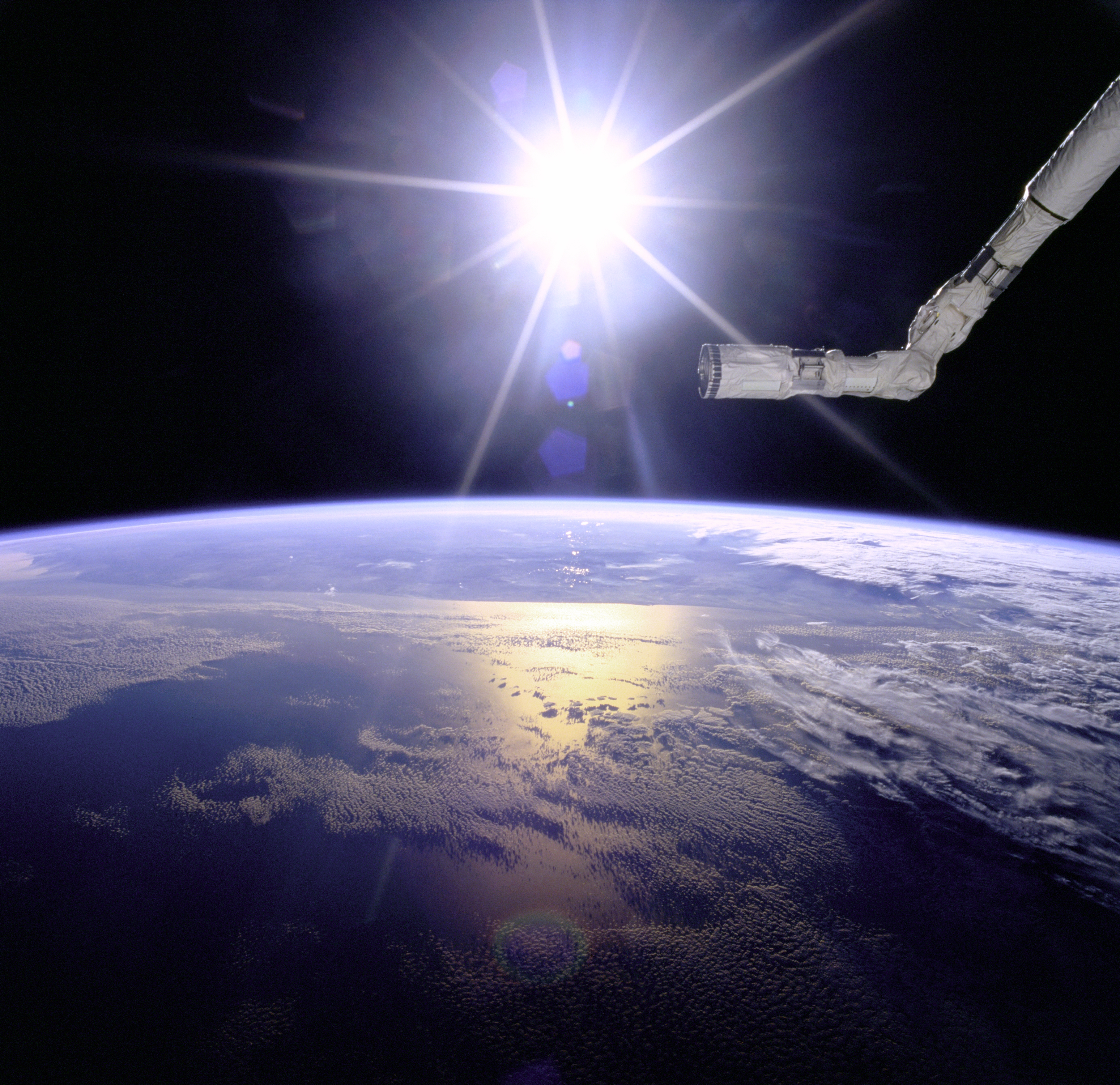
宇宙から撮影した可視光部分の太陽放射(PD NASA)

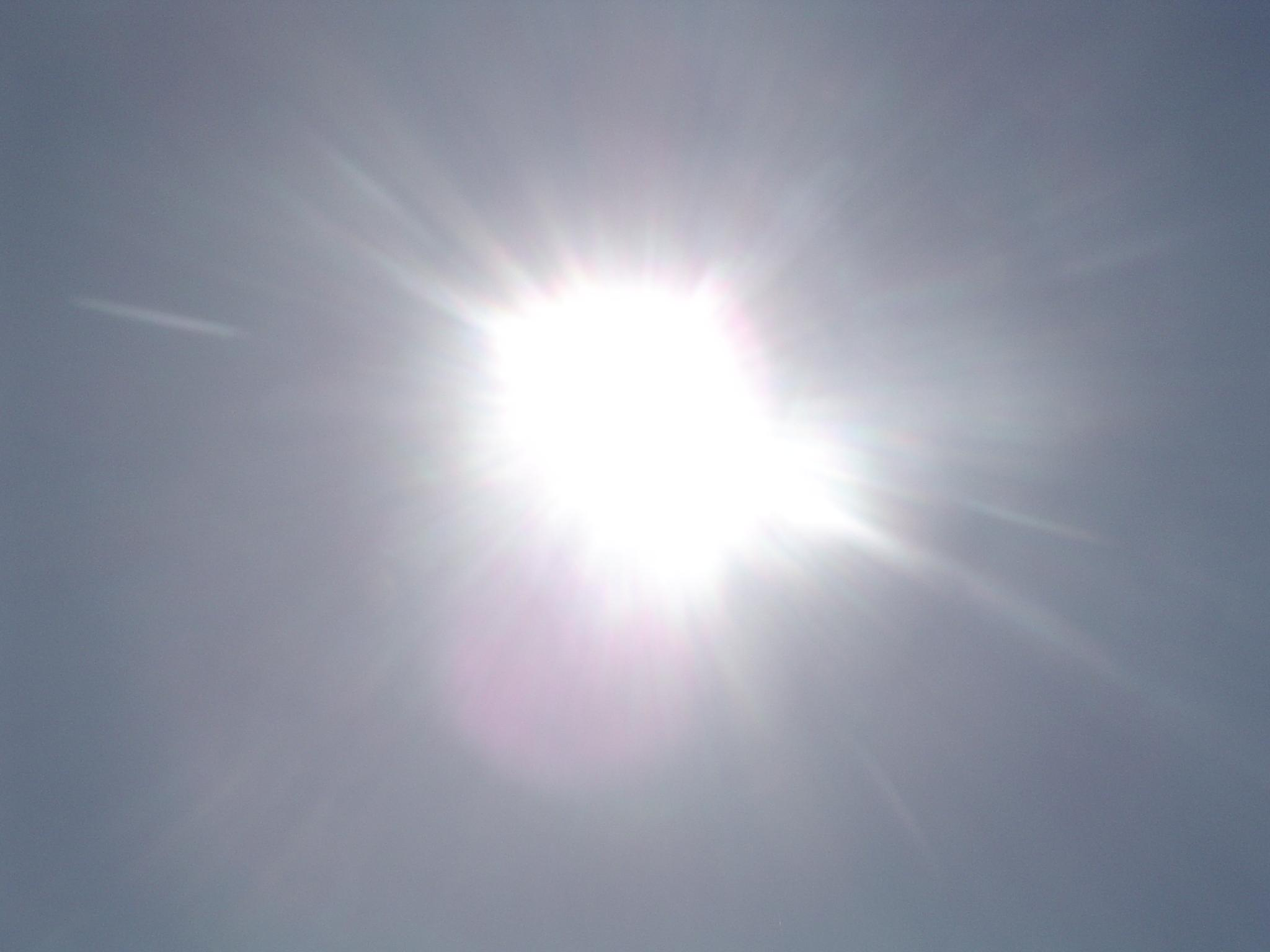
地上から撮影した可視光部分の太陽放射

太陽放射（たいようほうしゃ）とは、太陽が出す放射エネルギーのこと。日射とも呼ばれる。特に電磁波の放射を指すことが多い。太陽放射のスペクトルから、太陽の黒体放射温度は約5800 Kと見積もられる。太陽放射の約半分は電磁スペクトルという可視光線であり、残り半分は赤外線や紫外線が占める。光とも呼ばれるこれら3つの電磁波が太陽放射の大部分を占めるため、太陽放射により放出される電磁波のことを太陽光とも言う。
太陽放射は主に、日射計や日照計で観測・測定される。

## 太陽放射のメカニズム
太陽から電磁波が放射される仕組みは以下のとおりである。
1. 太陽中心部で水素の核融合がおこり、ガンマ線が発生する。
2. 太陽中心部では1500万 Kという高温のために電子や陽子が固定されずに飛び交っており、これらがガンマ線の直進を阻害するため外に放射されない。
3. 直進を阻害されたガンマ線は近くのガスに吸収されてエックス線として放出されるが、エックス線も電子や陽子に直進を阻害される。
4. 再びガスに吸収され放出される事を繰り返し、だんだんと波長が長い電磁波に変わっていく。紫外線や、それより波長が長い可視光線、赤外線に変わると、外側部（光球）に到達できるようになり太陽光として放たれる。
5. 上記の過程で多数の波長の電磁波が混じることによって、統計的に太陽の（光球表面）温度に依存した黒体放射となる。

### 太陽放射の組成

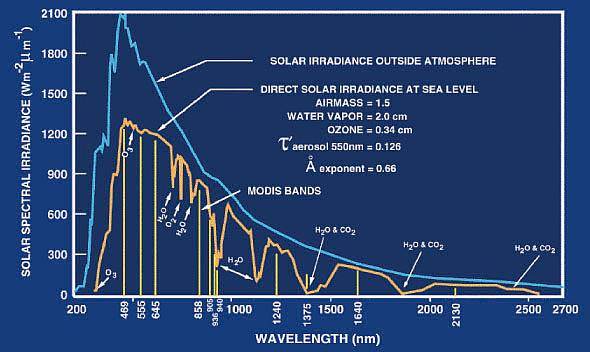
地表面と地球大気表面における太陽放射スペクトルの比較

太陽放射のうち、ほぼ全てを光が占めるが、そのほかの放射も微量ある。前述のとおり、核融合によって発生したガンマ線・エックス線はほとんどが外に放射されず波長が伸びていくが、ごく微量は外側部に到達し、放射されている。また、核融合や太陽フレアなどによって粒子や粒子線も発生し、放射されている。
ただし、地表に到達する太陽放射は、大気の成分による吸収により組成が少し変わり、紫外線が減少するなどする。
太陽からの放出時における太陽放射の組成
- ガンマ線 - ごく微量
- エックス線 - ごく微量
- 紫外線(~0.4µm) - 約7%
- 可視光線(0.4µm~0.7µm) - 約47%
- 赤外線(0.7µm~100µm) - 約46%
- 電波(100µm~) - ごく微量
- ニュートリノ - 核融合によって発生するニュートリノ（太陽ニュートリノ）は、電子や陽子などに直進を阻害されないため、ほぼ全て外に放射されており、地球にも到達している。

このほか、アルファ線、ベータ線、電子、ヘリウム原子核、陽子などが太陽フレアなどによって発生する。

## 太陽定数

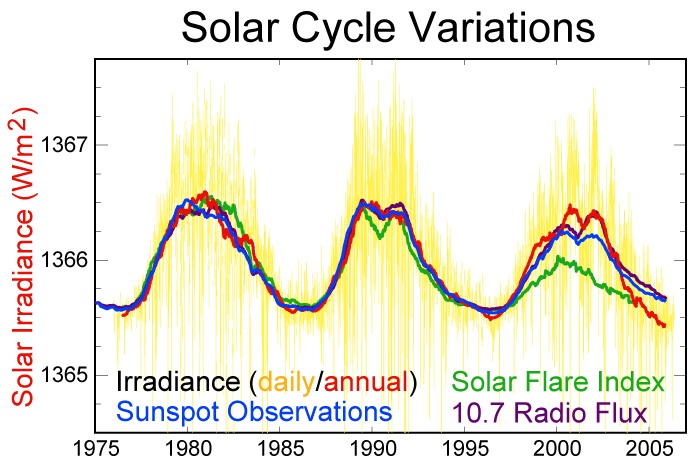
太陽定数の変化

太陽定数とは、地球の大気表面に垂直に入射する単位面積当たりの太陽放射の量である。これは可視光線だけではなく、あらゆる波長の電磁波を全て含めた値である。人工衛星の測定によれば、太陽定数は1平方メートルあたり約1366 Wである 。この値は、数年~数十年の長期的な周期で多少変動しているほか、約27日周期の太陽黒点の活動によっても変化する。この変化は0.1%程度であり、地球の平均気温に与える影響は0.1～0.2℃程度である。
太陽から見た地球の角直径は(1/11,000)ラジアンなので、立体角は(1/154,000,000)ステラジアンとなる。このことから、太陽が放出しているエネルギーの総量は約3.37 × 1026 Wと見積もることができる 。

## 太陽放射と地球の気候

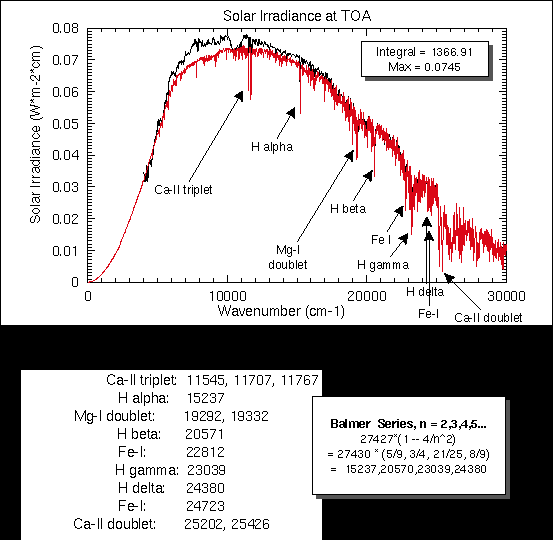
地球の大気表面における太陽放射のスペクトル

太陽が地平線よりも上にあるとき（日中）、太陽放射は日照や日射として地表に届く。太陽放射のほとんどは太陽から直接地球に降り注ぐため、地表に届く太陽放射の量は太陽高度に左右される。そのため、時間、季節、緯度によってその量は異なる。また、太陽放射は雲やエアロゾル、大気の成分などによって反射・吸収・散乱される。このうち残った太陽放射が地表面や地表面にある物体、生物などに降り注ぐことになる。地表への太陽放射は気温を上昇させるが、最高気温が正午を過ぎた午後を中心に観測されるなど、気温の変動は太陽放射以外のさまざまな要因によっても左右される。
地球へ届く太陽放射の量は、太陽と地球との距離の二乗に反比例し、この距離が遠くなるほど太陽放射の量は少なくなる。地球の軌道は楕円なので, 太陽と地球の距離は1年間の間でも変化する(近点・遠点)。また, 地球の軌道や赤道傾斜角は時間とともに少しずつ変化しており、変化の幅は軌道においては5%程度、赤道傾斜角においては2.4度程度ある。これらの変化に伴い、数万年から数百万年の複雑な周期で地球への太陽放射も440 W/m2～540 W/m2（北緯65度における値）と大きく変化している（ミランコビッチ・サイクル参照）。
地球に届いた太陽放射のうち、約65%が熱となり、地球の気候に大きな影響を及ぼしている（地球のエネルギー収支参照）。